# Eberhard Natter
Eberhard Natter (* 26. November 1956 in Stuttgart) ist ein deutscher Jurist und Richter. Von 2010 bis 2023 war er Präsident des Landesarbeitsgerichts Baden-Württemberg.

## Lebenslauf
Nach dem Studium der Rechtswissenschaften an der Universität Konstanz und Referendariat in Rottweil war Eberhard Natter zunächst von 1982 bis 1986 als wissenschaftlicher Mitarbeiter an den Universitäten Konstanz und Berlin tätig, wo er 1987 promovierte. In den Jahren 1986–1990 arbeitete er als Referent im Bundesministerium für Arbeit und Sozialordnung in den Referaten „Unternehmensmitbestimmung“ und „Betriebsverfassungsrecht“. Anfang 1990 wechselte er als wissenschaftlicher Mitarbeiter an das Bundesarbeitsgericht in Kassel. Im März 1991 wurde Natter an das Sozialministerium Baden-Württemberg versetzt.
Am 1. November 1991 trat Natter am Arbeitsgericht Stuttgart in den Justizdienst des Landes Baden-Württemberg ein. Am 30. September 1992 folgte die Ernennung zum Richter auf Lebenszeit. Am 15. Januar 1995 wechselte Natter ans Arbeitsgericht Karlsruhe, wo er im November 1995 zum ständigen Vertreter des Direktors und am 24. Juli 1998 zum Direktor des Arbeitsgerichts befördert wurde.
Von September 1999 bis Ende Februar 2000 war Natter an das Landesarbeitsgericht Baden-Württemberg abgeordnet, wo er am 31. Januar 2002 zum Vorsitzenden Richter am Landesarbeitsgericht ernannt wurde und den Vorsitz der 10. Kammer übernahm. Am 8. Oktober 2002 wurde Natter Vizepräsident des Landesarbeitsgerichts und übernahm zugleich den Vorsitz der 4. Kammer in Stuttgart. Seit dem 28. Dezember 2010 war Eberhard Natter Präsident des Landesarbeitsgerichts. Am 15. Februar 2023 wurde er von Justizministerin Marion Gentges nach 13 Jahren Amtszeit verabschiedet und trat Ende März 2023 seinen Ruhestand an. Zur Nachfolgerin wurde Betina Rieker ernannt.
Natter ist Mitglied der SPD und im Landesvorstand der Arbeitsgemeinschaft Sozialdemokratischer Juristinnen und Juristen (ASJ).